# Koniklec jižní
Koniklec jižní (Pulsatilla zimmermannii) je druh rostliny z čeledi pryskyřníkovité (Ranunculaceae).

## Popis
Jedná se o vytrvalou rostlinu dorůstající nejčastěji výšky 10–20, za plodu až 30 cm s vícehlavým oddenkem. Lodyha je přímá, huňatá. Přízemní listy nepřezimují, vyvíjí se už za květu, jsou dlouze řapíkaté, huňaté, lichozpeřené, lístky 1–2x lichozpeřené s lístky dále zpeřeně dělenými. Lodyžní listy (nebo listeny, záleží na interpretaci) jsou ve srostlém útvaru s úzkými úkrojky, je umístěn pod květem (v době květu). Květy jsou trochu sehnuté, polovzpřímené, spíše malé, zvonkovité, tmavě fialové až černočervené. Okvětních lístků (ve skutečnosti se ale jedná o petalizované (napodobující korunu) kališní lístky a koruna chybí) je nejčastěji 6, jsou vně plstnaté. Kvete v dubnu až v květnu. Tyčinek je mnoho. Gyneceum je apokarpní, pestíků je mnoho. Plodem je nažka, která má na vrcholu dlouhý chlupatý přívěsek. Nažky jsou uspořádány do souplodí.

## Rozšíření
Koniklec jižní je východopanonský endemit s těžištěm rozšíření v Maďarsku, zasahuje až na východní Slovensko.